# Glacier de Tré-la-Tête
Le glacier de Tré-la-Tête est un glacier du massif du Mont-Blanc situé sur la commune des Contamines-Montjoie. Il naît au col Infranchissable, à 3 300 mètres d'altitude, au pied des dômes de Miage au nord-ouest, des aiguilles de Tré-la-Tête à l'est, et se termine vers 2 100 mètres d'altitude.

## Géographie

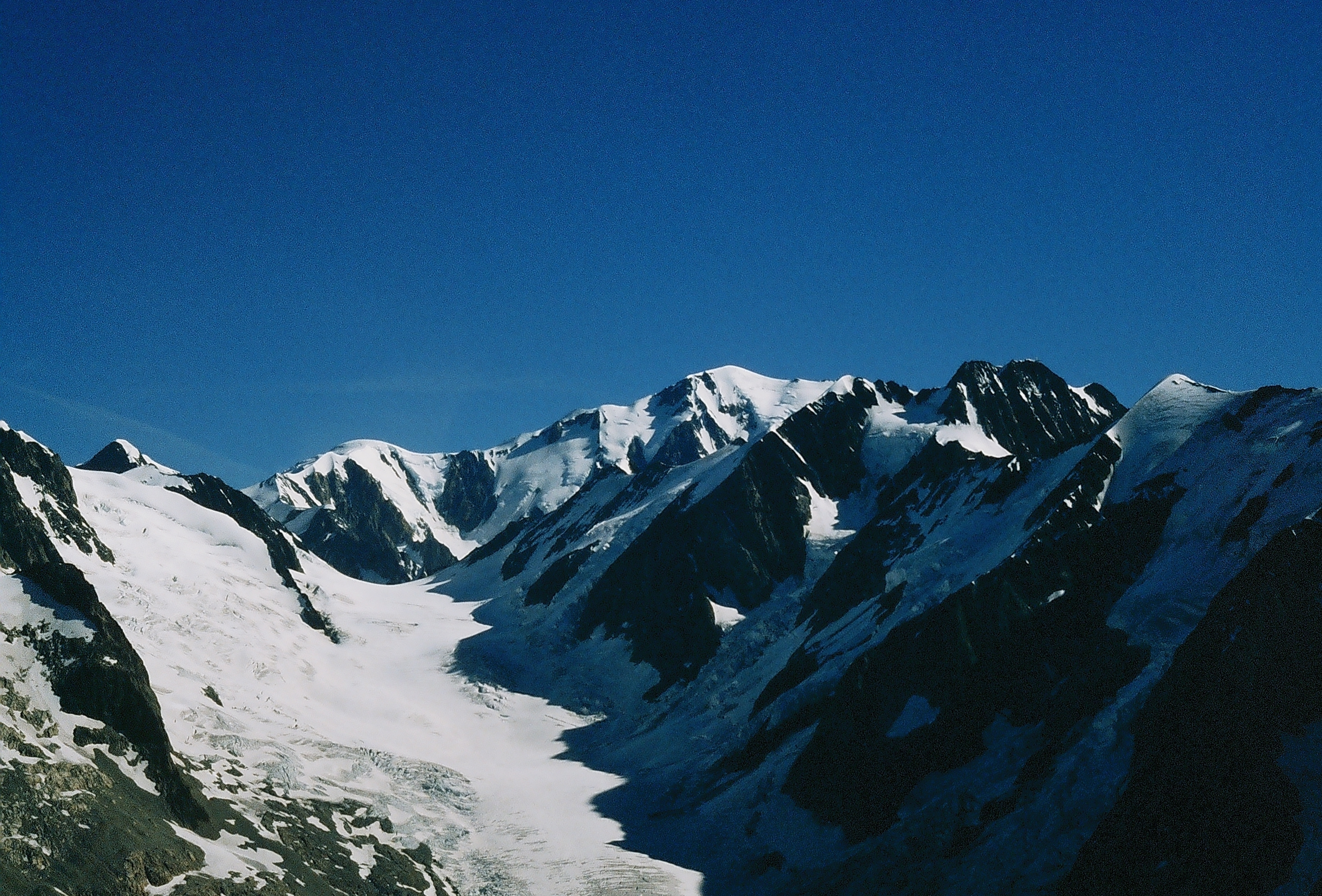
Vue de la partie haute du glacier et du mont Blanc.

Le glacier de Tré-la-Tête s'apparente à un glacier de vallée long de 7 kilomètres, d'une largeur allant jusqu'à 800 m et présentant une pente relativement régulière de 20 %. Par sa superficie, c'est le quatrième glacier de France métropolitaine,. Son bassin d'alimentation est un haut cirque glaciaire formé de schistes cristallins et orienté nord-sud : il est entouré, sur sa rive gauche, de la tête Carrée (3 732 m), de l'aiguille de Tré-la-Tête (3 930 m), de l'aiguille de la Lée-Blanche (3 697 m), de l'aiguille des Glaciers (3 817 m) et du mont Tondu (3 196 m). Sur sa rive droite, on trouve les dômes de Miage (3 673 m) et l'aiguille de la Bérangère (3 425 m). Sa largeur est alors de 2 500 mètres. Le refuge des Conscrits se trouve sur sa rive droite. Entre 3 000 et 2 500 m, il reçoit de nombreux glaciers plus petits, aucun ne possédant de nom (à l'exception du glacier du Mont-Tondu, qui ne conflue plus avec le glacier). Suivent les séracs de Tré la Grande, et la langue terminale du glacier, au lieu-dit de la Roche Polie. Le glacier, difficile d'accès, a été bien moins étudié lors de son maximum que ceux de la vallée de Chamonix, ses évolutions sont donc mal connues.
L'eau de fonte du glacier forme le torrent de Tré-la-Tête, un affluent du Bon Nant. Toutefois, la plus grande partie de ses eaux sont captées depuis 1942 pour alimenter le barrage de la Girotte dans le Beaufortain et notamment les aciéries d'Ugine. L'objectif était d'assurer un bon approvisionnement en eau en été afin de garantir le fonctionnement de la centrale électrique. Il s'agit du premier captage sous-glaciaire réalisé dans le monde. La prise d'eau a été construite à une altitude de 1 934 m sous 80 mètres de glace et reliée à une galerie de 5 300 m creusée sous le mont Tondu. En raison du recul du glacier, elle est maintenant à l'air libre,.
La quantité de neige et de pluie reçue sur le bassin versant augmente avec l'altitude comme le montrent les totalisateurs d'EDF (1948-58) : alors que le village des Contamines-Montjoie (1 164 m) ne reçoit que 1 380 mm de précipitations par an (dont 28 % sous forme de neige), Tré-la-Tête (2 080 m) en reçoit 1 574 mm, Tré-la-Grande (2 620 m) 2 231 mm et Bérangère (3 250 m) 2 341 m. Au-dessus de 3 600 m, pratiquement toutes les précipitations tombent sous forme de neige.

## Évolution
Le glacier de Tré-la-Tête s'est individualisé il y a près de 15 000 ans, à la suite de la fonte de la grande calotte glaciaire qui s'étendait sur les Alpes. Au moment du dernier maximum glaciaire, il y a environ 25 000 ans, la surface du glacier atteignait l'altitude de 2 400 m sur le haut Val Montjoie, ce qui lui permettait de déborder vers le Beaufortain en passant par le col de la Fenêtre (2 240 m) et surtout le col du Joly (1 989 m). Par la suite, la fonte fut toutefois rapide et le retrait du glacier, effectué à un rythme irrégulier, se laisse observer à travers les moraines déposées lors des phases de stabilisation ou de brève avancée. Elles montrent ainsi que le val Montjoie s'est pratiquement libéré des glaces il y a 14 000 ans et que le front du glacier de Tré-la-Tête se stabilise alors à une altitude de 1 170 m, au niveau du hameau actuel de la Bottière (stade de la Bottière). À cette époque, sa moraine latérale barre le vallon de la Rollaz qui est lui déjà désenglacé car sa localisation ne se prête pas à l'accumulation de glace. Après une phase de retrait assez longue, le glacier de Tré-la-Tête connaît une dernière avancée notable au Dryas récent il y a approximativement 12 000 ans. Il descend à nouveau presque aussi bas qu'au stade précédent, soit jusqu'à la hauteur de la Gorge (stade de la Gorge). C'est toutefois la dernière manifestation de l'âge des glaces.
Au cours des 11 000 dernières années, le glacier de Tré-la-Tête est souvent plus petit qu'aujourd'hui. Sur toute cette période, il connaît son avancée maximale au Petit Âge glaciaire, entre 1350 et 1850, et notamment dans les premières moitiés des XVIIe et XIXe siècles. Il atteint alors une longueur de 9 km pour une superficie de 15,1 km2 et descend jusqu'à la combe Blanche à une altitude de 1 600 m. Depuis lors, son recul a pratiquement été ininterrompu (environ 2 km en moins) : il s'arrête à 1 820 m d'altitude en 1864, 1 869 m en 1916, 1 900 m en 1942 et 2 100 m en 2016. De même, sa surface s'est réduite à 10,8 km2 en 1942, 9 km2 en 1967 et 6,6 km2 en 2016,.
Dans les années 2010, la ligne d'équilibre entre la zone d'accumulation et la zone d'ablation est située à 3 100 m d'altitude pour le glacier de Tré-la-Tête. Elle était estimée à 2 800 m dans les années 1960 pour le massif du Mont-Blanc. Entre 2014 et 2017, son bilan de masse a été largement négatif avec une perte comprise entre 3 et 12 millions de m³ d'eau par an suivant les années. Il est donc encore loin de l'équilibre par rapport aux conditions climatiques actuelles et son recul devrait se poursuivre.
La zone de fonte maximale se situe à une altitude de 2 350 m où elle dépasse trois mètres par an. À cet endroit, la fonte est accélérée par une fine couche de sédiments qui augmente l'absorption des rayons du soleil. Plus en aval, le glacier n'est plus assez dynamique et il ne parvient plus à évacuer ces sédiments qui s'accumulent à sa surface et le recouvre entièrement. La glace n'est alors plus visible et il forme un glacier noir qui fond plus lentement (de 40 % environ) car les rochers le protègent de l'ensoleillement et servent d'isolant thermique.
En raison de l'altitude limitée de son bassin d'alimentation et de son exposition sud-ouest, il peut être sujet à un recul important, en particulier si les étés sont caniculaires.

## Drame de 1954
En septembre 2007, le glacier a rendu le corps d'un jeune alpiniste, disparu en 1954. Il a été découvert à 2 500 m d'altitude par un randonneur en contrebas d'un sentier de haute montagne. L'enquête a montré qu'il s'agissait d'un jeune homme de 24 ans qui avait disparu le 4 août 1954 avec son frère de 21 ans et sa sœur de 16 ans, au retour de l'ascension de l'aiguille de la Lée-Blanche qui culmine à 3 697 mètres. Les corps de deux plus jeunes avaient déjà été retrouvés 2 jours plus tard, au pied de la paroi, soit deux kilomètres en amont de l'endroit où le corps de l'aîné est réapparu cinquante-trois ans plus tard.